# Nyabihanga
Nyabihanga är en kommun i Burundi. Den ligger i provinsen Mwaro, i den centrala delen av landet, 50 km öster om Burundis största stad Bujumbura. Antalet invånare var 60 311 vid folkräkningen 2008.